# 90926 Stáhalík
(90926) Stáhalík, denumire internațională (90926) Stahalik, este un asteroid din centura principală de asteroizi.

## Descriere
90926 Stáhalík este un asteroid din centura principală de asteroizi. A fost descoperit pe 22 septembrie 1997 la Observatorul Kleť de Miloš Tichý. Asteroidul prezintă o orbită caracterizată de o semiaxă mare de 2,33 ua, o excentricitate de 0,13 și o înclinație de 5,0° în raport cu ecliptica.